# Artur Mudrecki
Artur Jan Mudrecki (ur. 29 maja 1958 w Bystrzycy Kłodzkiej) – polski prawnik, sędzia, nauczyciel akademicki, profesor nauk społecznych, członek Rady Instytutu Pamięci Narodowej.

## Życiorys
Ukończył w 1982 studia na Wydziale Prawa i Administracji Uniwersytetu Wrocławskiego. Po uzyskaniu uprawnień sędziego orzekał w sądownictwie powszechnym, m.in. w latach 1991–1996 w Sądzie Wojewódzkim w Opolu. W 1997 powołany na sędziego Naczelnego Sądu Administracyjnego. Pracował kolejno w ośrodku zamiejscowym NSA w Katowicach, w Wojewódzkim Sądzie Administracyjnym w Opolu, a w 2004 przeszedł do Izby Finansowej Naczelnego Sądu Administracyjnego w Warszawie.
W 2003 na podstawie pracy zatytułowanej Prawo nieletniego do rzetelnego procesu przed sądami rodzinnymi uzyskał na Uniwersytecie Wrocławskim stopień doktora nauk prawnych. Habilitował się w 2016 na Wydziale Prawa i Administracji Uniwersytetu im. Adama Mickiewicza w Poznaniu na podstawie rozprawy pt. Rzetelny proces podatkowy. Specjalizuje się w zakresie postępowania sądowoadministracyjnego, prawa podatkowego i postępowania administracyjnego. W 2022 otrzymał tytuł profesora nauk społecznych w dyscyplinie nauki prawne.
Był także adiunktem na Uniwersytecie Opolskim (od 2003), w 2007 został pracownikiem naukowym w Katedrze Prawa Finansowego i Podatkowego Akademii Leona Koźmińskiego. Postanowieniem z 5 grudnia 2011 prezydent Bronisław Komorowski powołał go w skład Rady Instytutu Pamięci Narodowej (z rekomendacji Krajowej Rady Sądownictwa). Zastąpił Andrzeja Wasilewskiego, który półtora miesiąca wcześniej złożył rezygnację z tej funkcji. Artur Mudrecki objął obowiązki zastępcy przewodniczącego Rady IPN; organ ten został jednak zniesiony nowelizacją ustawy o IPN w 2016.